# Orgle
Orgle (grško όργανον organon, latinsko organi – instrument, orodje) je glasbilo s tipkami, pri katerem zvok nastaja z nihanjem zraka v piščalih.

## Zgodovina
Razvoj orgel seže v razvoj piščali (siringi), kot prototipu orgel, sledil je razvoj hydraulos, nekakšnih vodnih orgel, kjer naj bi voda uravnavala zračni tlak. Hydraulos je bil v Stari Grčiji znan že v 2. stoletju pred našim štetjem. Razvoj je sledil s kovaškim mehom, kjer je zračni tlak uravnaval kovaški meh, saj je bila voda pozimi neuporabna zaradi zmrzovanja. V 1. stoletju našega štetja so se orgle začele uveljavljati širše v Evropi z Rimljani.
Prve orgle naj bi leta 246 pred našim štetjem sestavil izdelovalec igrač Ktesibos iz Aleksandrije. V rimskih časih so jih uporabljali kot spremljavo ob gladiatorskih bojih, na veselicah in v tedanjih bazilikah. Po večstoletni prekinitvi zaradi preseljevanja narodov, so do veljave prišle spet v 8. stoletju. Nanje so igrali na srednjeveških dvorih, saj so bile znak velikega bogastva in razkošja. Zaradi izboljšanja kvalitete orgelskega glasu, so jih od 9. stoletja dalje vse bolj vgrajevali tudi v cerkve. Do 14. stoletja so bile v cerkvi že povsem nekaj običajnega.
Prve orgle naj bi v Evropo poslal cesar Konstantin Kopronim leta 742 ali 757 kot darilo kralju Pipinu, očetu Karla Velikega. Tako so bile na nemškem prve orgle postavljene leta 826 v Aachenski stolnici. Te orgle so bile še brez pedala, tipke pa so bile primerne za igranje s pestmi. Sledil je razvoj piščali, pedala, večmanualnosti, registrov. V času reformacije je razvoj nekoliko zastal in ponovno zacvetel v baroku.
Oblikovno in zvokovno strokovnjaki orgle delijo na orgle nemškega (germanski prostor), francoskega (germansko galski prostor) in italijanskega (romanski prostor) tipa.
Orgelska umetnost je bila in je pomemben del evropske kulturne identitete, saj je tudi orgelska literatura stara že okoli sedemsto let.
Danes so orgle nepogrešljive tako v cerkvah kot v koncertnih dvoranah.

## Zgradba in delovanje
Orgle ločimo glede na vrsto različnih kriterijev:
- po vrsti povezave med tipkami ter ventili, s katerimi nadzorujemo vstopanje zraka v piščali (mehanske, pnevmatske, elektro-pnevmatske, električne)
- po zasnovi sapnic (sapnice na poteg in tonskimi kancelami, sapnice na stožce ali membrane in registrskimi kancelami)
- po izboru registrov ali »spremenov« ter zvočni zasnovi (renesančne, baročne, romantične, neobaročne; nemške, francoske, italijanske, angleške, španske)
- po velikosti

Ko govorimo o velikosti orgel, imamo v mislih število registrov ali spremenov, manualov ali podprstnikov ter piščali. Manjše orgle (pozitivi), imajo običajno do 5 registrov ter le manualno klaviaturo; občasno gre za prenosne inštrumente (portativi). Srednje velike orgle imajo po navadi dva manuala oziroma podprstnika in pedal oziroma podnožnik ter 15 do 30 registrov ali spremenov. Večje orgle v stolnicah in koncertnih dvoranah imajo do 5 manualov (redko 6) ter od 50 do 80 in več registrov.
Zvok spreminjamo z registri ali spremeni, pri čemer z registrskim potegom (manubrijem) odpremo dovod zraka do posameznih vrst piščali (registrov), ki zazvenijo ob pritisku na manualne oziroma pedalne tipke. Glede na nastanek zvoka v piščali registre oziroma piščali delimo na ustnične in jezične. Skupino ustničnih piščali glede na menzuro (relativno širino piščali glede na njeno dolžino) nadalje delimo na principale, flavte in godala. Registre delimo tudi glede na lego, v kateri pojejo. Registre, ki pojejo v osnovni legi (c1=c1), imenujemo 8 čeveljske, medtem ko 16 čeveljski pojejo oktavo nižje (c1=c0), 4 čeveljski pa oktavo višje (c1=c2). V večjih orglah so registri od (zelo redko 64), 32 do 1/2 čeveljske lege. Čeveljska oznaka se načeloma nanaša na dolžino najdaljše piščali posameznega registra (8 čevljev je približno 240 cm), pri čemer je dejansko označena tonska lega registra. Tako so lahko piščali 16 čeveljskega registra dolge le 8 čevljev, saj pokrite piščali pojejo oktavo nižje.
Orgle so običajno v cerkvah, kjer služijo kot glasbilo za uporabo pri bogoslužju. V ta namen orgle uporabljajo v katoliški in v protestantskih cerkvah, medtem ko pravoslavna cerkev pri bogoslužju ne uporablja instrumentalne glasbe. Od sredine 18. stoletja, še posebej pa od 19. stoletja dalje najdemo orgle tudi v dvoranah v vlogi koncertnega glasbila.

## Največje orgle
Največje orgle na svetu so izdelali leta 1931 v Constitution Hall v Atlantic Cityju, Združene države Amerike, s 7 manuali, 2 pedaloma, 455 registri in preko 30.000 piščalmi, dolgimi od 6 cm do 19,5 m.
Največje orgle v Evropi so v stolnici v Passauu, Nemčija. Imajo 5 manualov, 229 registrov ter 17.974 piščali. V letih 1977–1981 jih je izdelalo nemško orglarsko podjetje Eisenbarth.
Največje orgle v Sloveniji so orgle v Gallusovi dvorani Cankarjevega doma v Ljubljani. Imajo 5457 piščali in 73 registrov na štirih manualih in pedalu, postavilo pa jih je Orglarstvo Schuke iz Berlina leta 1982. Druge največje orgle v Sloveniji so orgle v koprski stolnici z 68 registri in 5420 piščalmi.
Največje orgle, kar jih je v zgodovini izdelalo slovensko orglarstvo so orgle opus 400 v Katovicah na Poljskem, ki jih je leta 2021 izdelalo Orglarstvo Škrabl iz Brestovca. Imajo več kot 7000 piščali in 108 registrov. Po poreklu so edine slovenske orgle z več kot 100 registri. Druge največje slovenske orgle se nahajajo v stolnici v Đakovem, Hrvaška. Izdelal jih je Franc Jenko leta 1936. So pnevmatske, imajo 72 registrov, 3 manuale in pedal ter 5486 piščali. Leta 2021 jih je restavriralo Orglarstvo Škrabl.